# Hennigiola setulifera
Hennigiola setulifera är en tvåvingeart som först beskrevs av Stein 1906.  Hennigiola setulifera ingår i släktet Hennigiola och familjen husflugor. Inga underarter finns listade i Catalogue of Life.